# アブクマトラノオ
アブクマトラノオ（阿武隈虎の尾、学名：Bistorta abukumensis ）は、タデ科イブキトラノオ属の多年草。

## 特徴
両性株と雌株がある雌性両性異株の多年草であるが、雌株の個体は少ない。地下の根茎は横に走り、節は紡錘形にふくれ、節間が伸長して群生する。根出葉は数個つき、長さ4-15cmの葉柄があり、葉身は長さ5-12cm、幅3-8cmの楕円形で、先端は鋭尖頭、基部は心形になり、葉柄に翼はない。葉柄上部の裏面と隣接する葉身下部の中央の葉脈上に毛が生え、その他は無毛。茎は根出葉の間から直立または基部で斜上し、高さ15-30cmになり、茎には2-4個の小さな葉が互生する。下部の葉は葉柄があり、卵形から楕円形になり、上部の葉は無柄で茎を広く抱く。
花期は5月上旬。花茎は葉より高くなり、茎先に総状の花序をふつう1個つけ、長さ2-4cm、径1.4-1.8cmになり、白色かわずかに紅色をおびた花を密につける。雌性個体の花序はやや細い。花柄が3-7.5mmと長く、花冠状の萼が深く5裂し、いちじるしく星形に開出する。苞は花柄よりはるかに短い。雄蕊は8個あり、花糸は糸状で細く、葯は濃紫色。子房の先に花柱が3個つき、糸状になる。果実は痩果で、萼に包まれる。
ふつう花序は茎先に1個だけつくが、まれに葉腋に1個の有柄の花序をつけるものもある。

## 分布と生育環境
日本固有種。本州の宮城県南部から福島県東南部にまたがる阿武隈山地の東縁である太平洋側に産し、沢沿いの落葉樹林や暖帯針葉樹林の林床に生育する。
宮城県から茨城県にかけた阿武隈山地には、本種とハルトラノオの交雑起源と推定される不稔の中間型がみられる。

## 名前の由来
和名アブクマトラノオのアブクマ、種小名の abukumensis は生育地である阿武隈山地からつけられた。

## 「発見」までの経緯
福島県の阿武隈山地ではイブキトラノオ属の植物はよく知られていた。1987年刊行の『福島県植物誌』では、ハルトラノオ Bistorta tenuicaulis は「浜通り、中通りにややまれ」に分布、クリンユキフデ Bistorta suffulta は浜通り地方と中通り地方で「ごくまれ」に分布、とされていた。これは、このイブキトラノオ属の植物を春に観察し標本を採集した場合は、根茎や花序がハルトラノオに近いのでハルトラノオと同定し、夏に観察し標本を採集した場合は、葉の基部が深い心形になるのでクリンユキフデと同定していたと思われる。しかし、両種に当てるには形質が一致せず、正体不明であった。
1987-1988年に東北大学の池津純子は、阿武隈山地北部の植物相を研究していた。その時、同地に分布するイブキトラノオ属の植物は、ハルトラノオでもクリンユキフデでもないことに気づいた。同じ頃、仙台市在住のアマチュア植物研究者から東北大学教授の大橋広好に同様の研究依頼があり、研究はその後同大学の学生である米倉浩司に引き継がれた。米倉は阿武隈山地を詳細に調査し、この植物の生態と形態の変異を観察し、併せて国内のハーバリウムの標本と比較研究をした。その結果、この植物は宮城県南部と福島県にまたがる阿武隈山地の太平洋側に固有の新種であることが判明し、和名：アブクマトラノオ、学名： Bistorta abukumensis Yonek., Iketsu et H.Ohashi (1995). と命名記載された。

## 分類
同属のクリンユキフデは、花時に茎の高さ5-10cm、花序は茎先につくもののほかに葉腋からも無柄のものが出る。花柄は短く苞と同じ長さ。花期は4月末-6月。本州（岩手県以南のおもに太平洋側）、四国、九州に分布し、冷温帯の山地の木陰に生育する。
ハルトラノオは、茎の高さ3-14cm、花茎は葉と同じ高さかまたは低い。根出葉の葉柄に翼があり、葉身の基部はくさび形か切形になる。花期は4月。本州（福島県南部以西の太平洋側、山口県）、四国、九州に分布し、山地の木陰に生育する。
一方、アブクマトラノオは、茎の高さ15-30cmになり、花茎は葉より高く、花序は茎先にふつう1個つき、花序軸から出る花柄が長い。花期は5月上旬。根出葉の葉柄に翼はなく、葉身の基部は心形になる。本州の宮城県南部から福島県東南部にかけた阿武隈山地の東縁に分布し、沢沿いの林床に生育する。

## ギャラリー

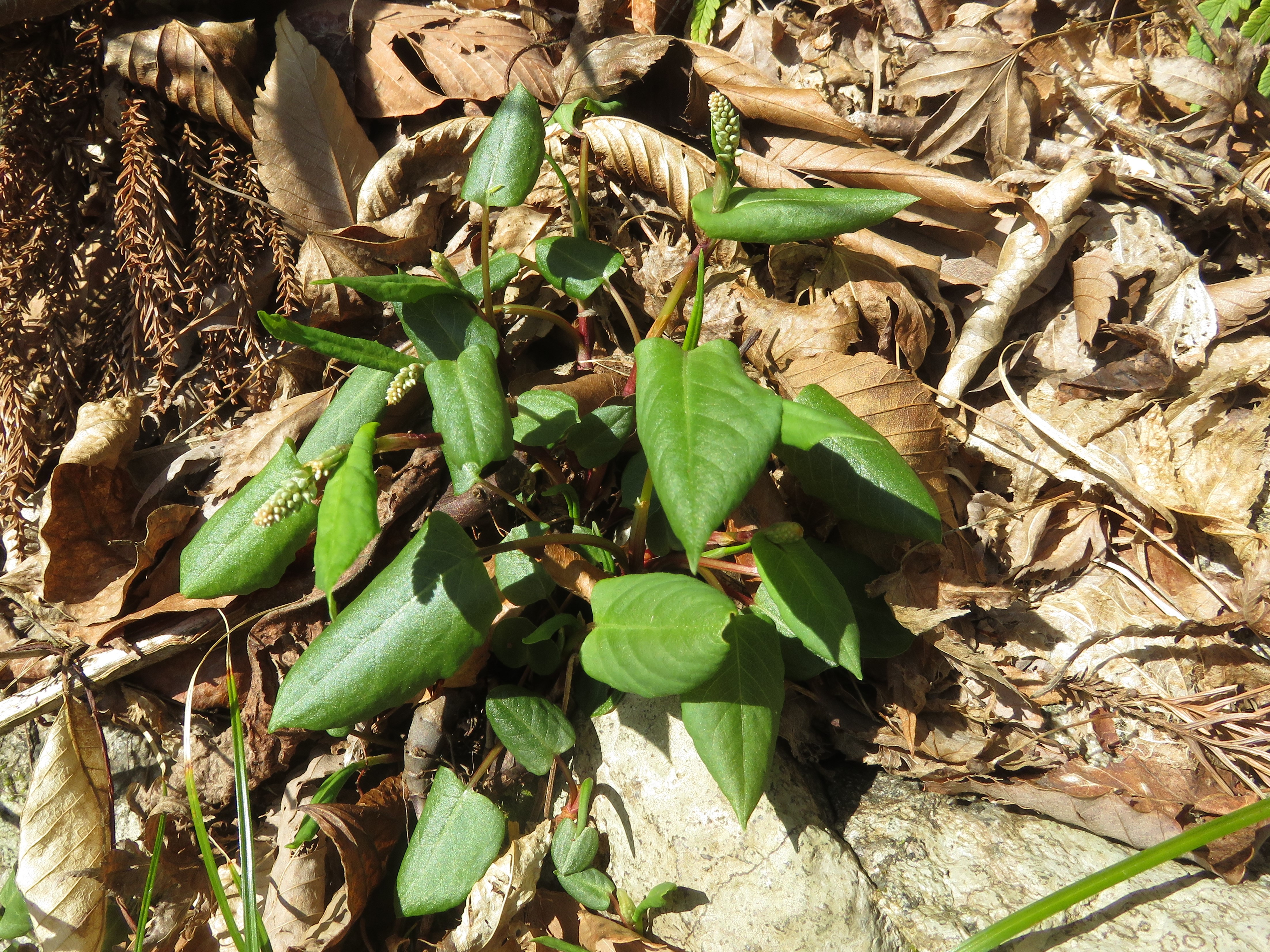
展開前の全姿。
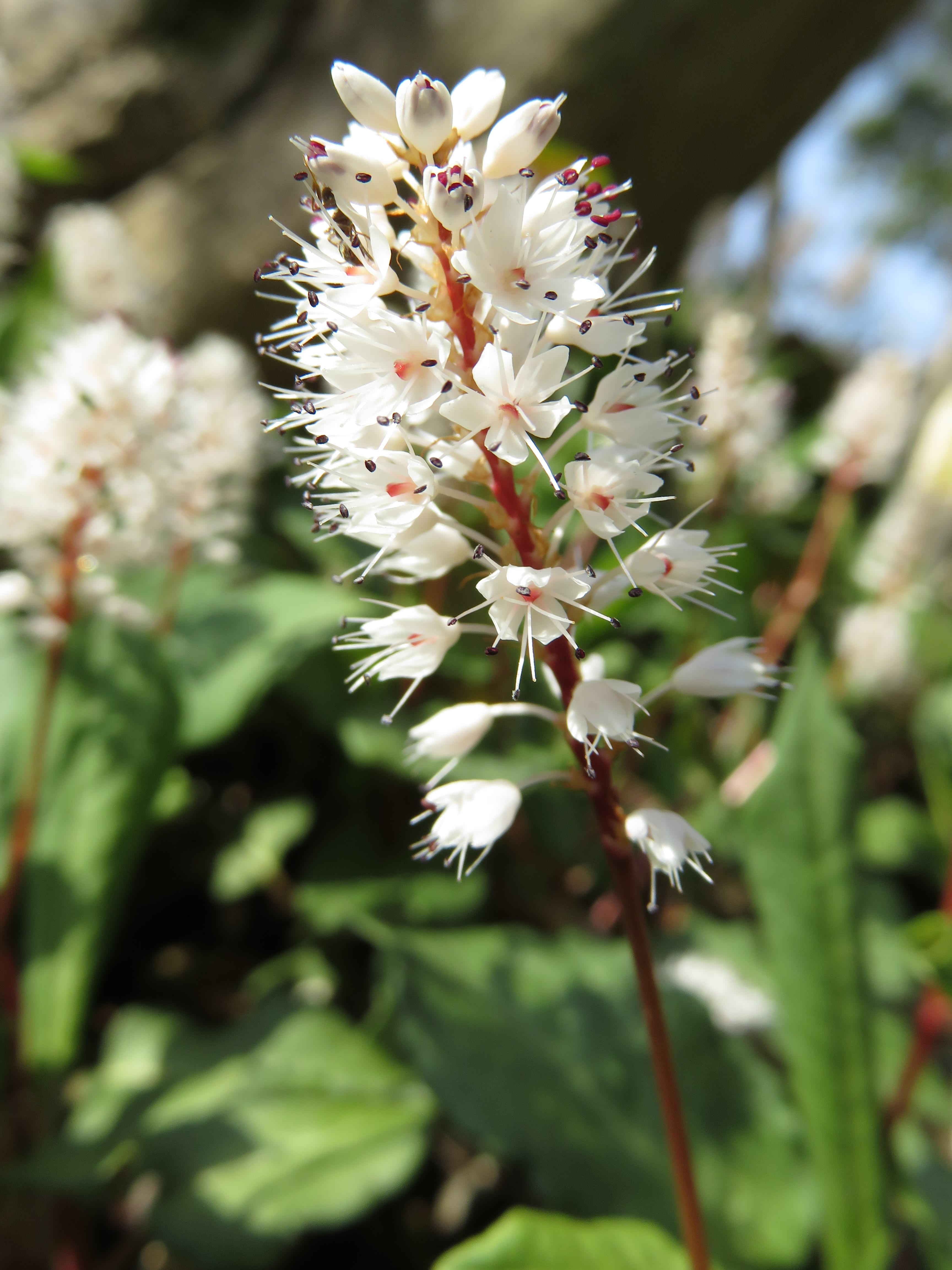
花茎。
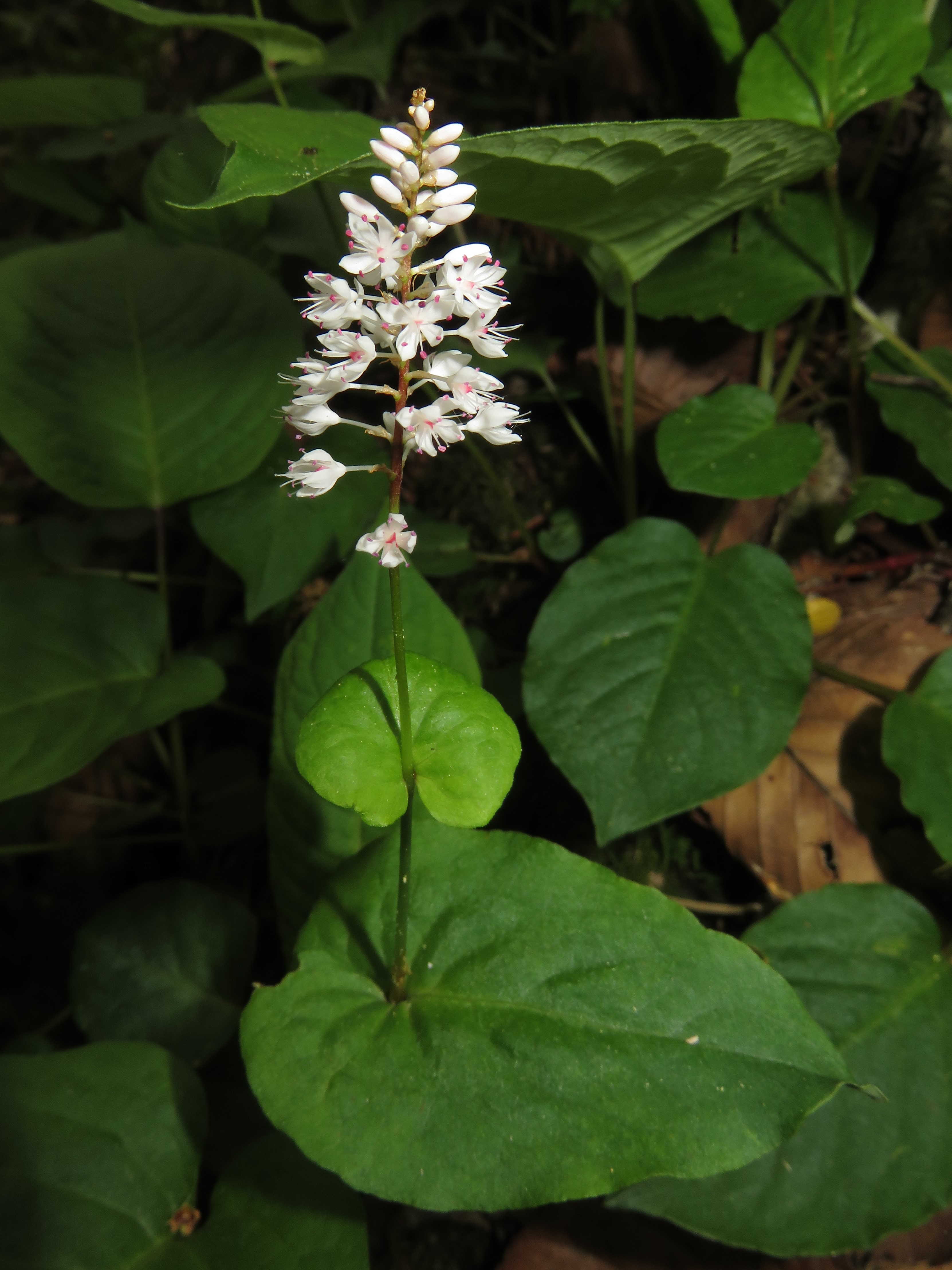
茎には小さな葉が互生する。
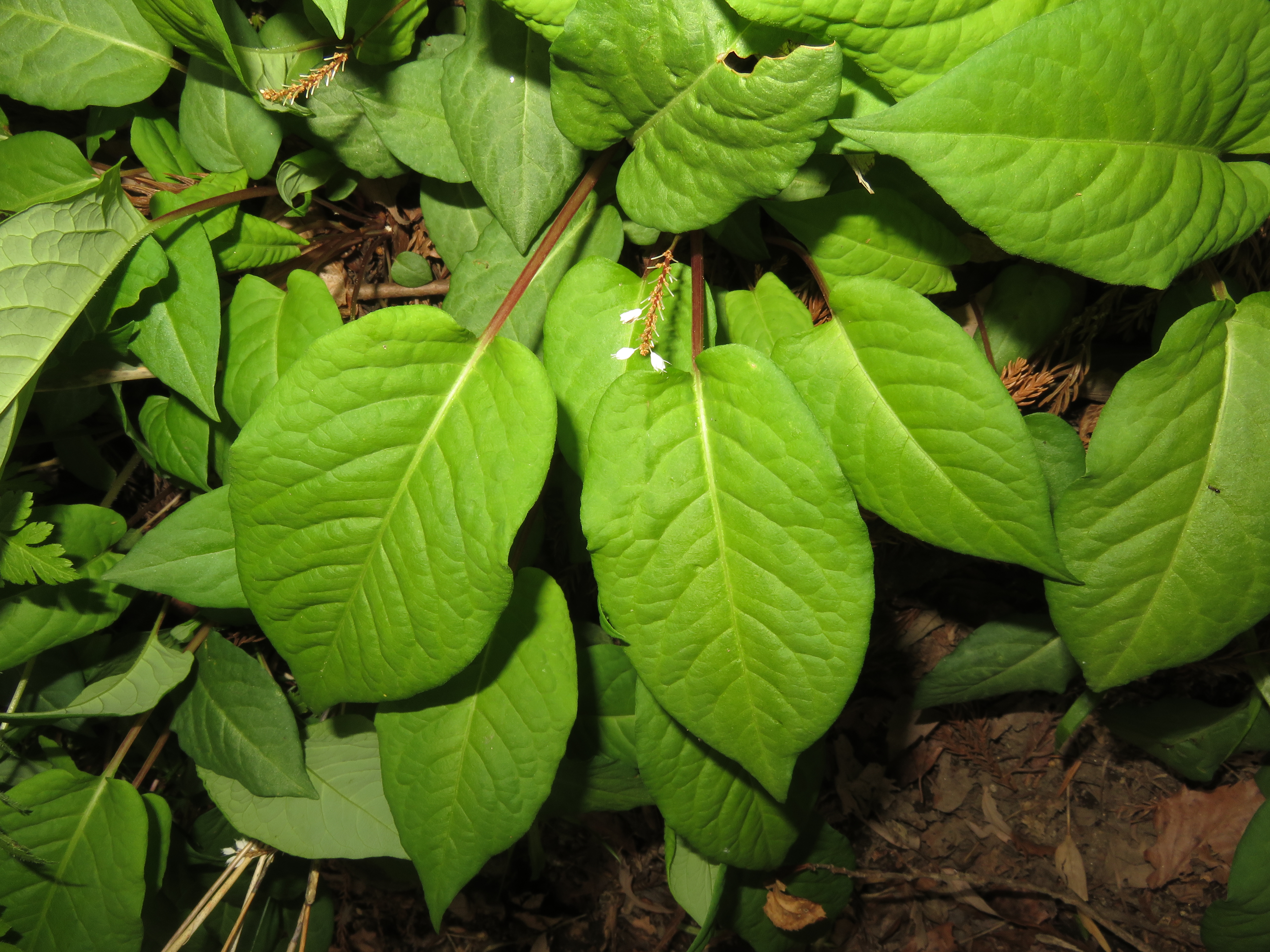
根出葉の基部は心形になり、葉柄に翼はない。